# Comté de Carter (Oklahoma)
Pour les articles homonymes, voir Comté de Carter.
Le comté de Carter est un comté situé au sud de l'État de l'Oklahoma aux États-Unis. Le siège du comté est Ardmore. Selon le recensement de 2000, sa population est de 45 621 habitants.

## Comtés adjacents
- Comté de Garvin (nord)
- Comté de Murray (nord-est)
- Comté de Johnston (est)
- Comté de Marshall (sud-est)
- Comté de Love (sud)
- Comté de Jefferson (sud-ouest)
- Comté de Stephens (nord-ouest)

## Principales villes
- Ardmore
- Dickson
- Gene Autry
- Healdton
- Lone Grove
- Ratliff City
- Springer
- Tatums
- Wilson